# Kristen Dalton (Miss USA)
Pour les articles homonymes, voir Kristen Dalton.
Kristen Dalton, est une américaine, née le 13 décembre 1986 à Wilmington (Caroline du Nord) qui est couronnée Miss USA 2009. Sa mère, Jeannie Dalton, a été élue Miss Caroline du Nord USA 1982, et sa sœur, Julia Dalton, couronnée Miss Caroline du Nord USA 2008.

## Biographie
Elle était la belle sœur de Chad Michael Murray (un acteur célèbre pour avoir joué Lucas Scott dans Les Frères Scott), ce dernier étant fiancé avec sa petite sœur Kenzie entre 2006 et 2013. 
Kristen finit dans le top 10 de Miss Univers 2009.